# Llista de pujades de muntanya dels Països Catalans
Aquesta llista aplega les pujades de muntanya celebrades als Països Catalans que tingueren més anomenada i ressò mediàtic al llarg de la història, tant si anaven destinades a automòbils com a motocicletes o a ambdós tipus de vehicle. S'hi inclouen també les encara actives actualment.
A causa de la seva relativa facilitat d'organització (les pujades no necessiten cap circuit específic, ja que es fan en carreteres ordinàries), aquesta mena de curses varen ser de les primeres a escampar-se de forma generalitzada per tot el territori. A més, durant les dècades de 1960 i 1970 van gaudir de gran popularitat i esdevingueren una alternativa assequible a la modalitat dels ral·lis. En aquella època, eren conegudes popularment com a "pujades en costa" o "curses en costa" (calcs del castellà), per bé que després es generalitzà l'ús del terme "cursa de muntanya" i, més recentment, "pujada de muntanya".
A 1 de gener de 2016

## Llista de pujades
| Lletra | Pujada                 | Població                | Comarca           | Territori | Primera | Darrera |
| ------ | ---------------------- | ----------------------- | ----------------- | --------- | ------- | ------- |
| A      | Aixovall-Bixessarri    | Aixovall                | Andorra           | AD        | ?       | ?       |
| B      | Begues                 | Begues                  | Baix Llobregat    | CA        | ?       | ?       |
| C      | Callús-Sant Mateu      | Callús                  | Bages             | CA        | ?       | ?       |
| C      | Can Massana            | Can Massana             | Alt Penedès       | CA        | ?       | ?       |
| C      | Castell de Cullera     | Cullera                 | Ribera Baixa      | PV        | 1960    | ?       |
| C      | Coll d'Alfàbia         | Bunyola                 | Mallorca          | IB        | 1960    | ?       |
| C      | Coll de Jou            | Escaldes-Engordany      | Andorra           | AD        | ?       | ?       |
| C      | Coll de la Botella     | Ordino                  | Andorra           | AD        | 1975    | ?       |
| C      | Coll de la Gallina     | Fontaneda               | Andorra           | AD        | ?       | ?       |
| C      | Coll de Sóller         | Sóller                  | Mallorca          | IB        | 1948    | 1961    |
| C      | Collformic             | Collformic              | Osona             | CA        | ?       | ?       |
| C      | Conreria               | Badalona                | Barcelonès        | CA        | 1914    | 1924    |
| C      | Copa Ordal             | Ordal                   | Alt Penedès       | CA        | 1918    | 1927    |
| C      | Copa Tibidabo          | Barcelona               | Barcelonès        | CA        | 1914    | -       |
| D      | Desert de les Palmes   | Castelló de la Plana    | Plana Alta        | PV        | 1959    | 1989    |
| E      | El Farell              | Caldes de Montbui       | Vallès Oriental   | CA        | ? 1966  | ? 1970  |
| E      | El Rebolcat            | Alcoi                   | Alcoià            | PV        | 1949    | 1954    |
| E      | Els Brucs              | El Bruc                 | Anoia             | CA        | 1913    | 1922    |
| E      | Els Cortals d'Encamp   | Encamp                  | Andorra           | AD        | ?       | ?       |
| E      | Engolasters            | Escaldes-Engordany      | Andorra           | AD        | 1913    | 1968    |
| E      | Ermita de Sant Pere    | La Selva del Camp       | Baix Camp         | CA        | ?       | ?       |
| E      | Erts-Pal               | Erts                    | Andorra           | AD        | ?       | ?       |
| E      | Exposició de Montjuïc  | Barcelona               | Barcelonès        | CA        | 1922    | 1930    |
| G      | Gironella-Casserres    | Casserres               | Berguedà          | CA        | ?       | ?       |
| L      | L'Alguer-Escala Picada | L'Alguer                | -                 | AL        | 1955    | -       |
| L      | La Comella             | Andorra la Vella        | Andorra           | AD        | ?       | ?       |
| L      | La Massana             | La Massana              | Andorra           | AD        | ?       | ?       |
| L      | La Mata                | Mataró                  | Maresme           | CA        | 1922    | 1954    |
| L      | Les Maioles            | Rubió                   | Anoia             | CA        | ?       | ?       |
| L      | Les Ventoses           | Sant Jaume dels Domenys | Baix Penedès      | CA        | 1962    | 1989    |
| M      | Marganell              | Marganell               | Bages             | CA        | ?       | ?       |
| M      | Montseny               | Campins                 | Vallès Oriental   | CA        | 1964    | 1989    |
| M      | Montserrat             | Monistrol               | Bages             | CA        | 1924    | 1980    |
| O      | Ordino-Arcalís         | Ordino                  | Andorra           | AD        | 2015    | -       |
| P      | Pont de Vilomara       | Pont de Vilomara        | Bages             | CA        | ?       | ?       |
| P      | Port d'Envalira        | Port d'Envalira         | Andorra           | AD        | ?       | ?       |
| P      | Porta Coeli            | Serra                   | Camp de Túria     | PV        | 1918    | 1924    |
| P      | Prades                 | Prades                  | Baix Camp         | CA        | ?       | ?       |
| P      | Puig Major             | Sóller                  | Mallorca          | IB        | 1963    | -       |
| R      | Rabassada              | Barcelona               | Barcelonès        | CA        | 1922    | 1983    |
| S      | Sant Bartomeu del Grau | Sant Bartomeu del Grau  | Osona             | CA        | ?       | ?       |
| S      | Sant Cugat-Tibidabo    | Sant Cugat del Vallès   | Vallès Occidental | CA        | 1928    | 1989    |
| S      | Sant Feliu de Codines  | Sant Feliu de Codines   | Vallès Oriental   | CA        | 1959    | -       |
| S      | Sant Pere de Roda      | Port de la Selva        | Alt Empordà       | CA        | ?       | ?       |
| S      | Santa Creu d'Olorda    | Barcelona               | Barcelonès        | CA        | 1959    | 1962    |
| S      | Santa Maria de Vilalba | Abrera                  | Baix Llobregat    | CA        | ?       | ?       |
| S      | Santuari dels Àngels   | Sant Martí Vell         | Gironès           | CA        | ?       | ?       |
| V      | Valls d'Andorra-Ordino | ?                       | Andorra           | AD        | ?       | 2009    |
| V      | Vallvidrera            | Barcelona               | Barcelonès        | CA        | 1927    | 1972    |
| V      | Vilassar de Dalt       | Premià de Mar           | Maresme           | CA        | 1932    | 1959    |
| V      | Vista Alegre           | Terrassa                | Vallès Occidental | CA        | 1930    | 1955    |

1. ↑  AD: Andorra / AL: L'Alguer / CA: Principat de Catalunya / IB: Illes Balears / PV: País Valencià
2. ↑  N'hi hagué una de prèvia el 1917
3. 1 2 3 4 5 6 7 8 9 10 11 12  Darrera edició que se n'ha pogut documentar. No es descarta que se'n fessin de posteriors.
4. ↑  N'hi hagué una de prèvia el 1914